# Ervina
Ervina je žensko osebno ime.

## Izvor imena
Ime Ervina je ženska oblika moškega osebnega  imena Ervin.

## Pogostost imena
Po podatkih Statističnega urada Republike Slovenije je bilo na dan 31. decembra 2007 v Sloveniji število ženskih oseb z imenom Ervina: 39.

## Osebni praznik
Osebe z imenom Ervina lahko godujejo takrat kot osebe z imenom Ervin.